# Sergio Mosquera
Sergio Andrés Mosquera Zapata (Medellín, Antioquia; 9 de febrero de 1994) es un futbolista colombiano. Juega como defensa central en Millonarios de la Categoría Primera A de Colombia.
En 2021, Mosquera fue reconocido a nivel mundial por la IFFHS, como el tercer defensor con más goles anotados en ese año, con un total de 13 tantos. Solo fue superado por el nigeriano Zulkifilu Rabiu y el kosovar Besnik Krasniqi, quienes marcaron 14 goles cada uno. 

## Trayectoria

### Envigado Fútbol Club
Su debut profesional se produjo el 3 de febrero de 2013, en el partido contra Junior de Barranquilla, que se perdió por 4 a 0 en el Estadio Metropolitano Roberto Meléndez. En Copa Colombia debutó el 6 de marzo de ese año durante la visita a Independiente Medellín en el Estadio Atanasio Girardot, que finalizó con derrota de 2 a 1. Su primer gol profesional se lo realizó a Patriotas Boyacá el 10 de mayo de 2015, en la victoria a domicilio de 1 a 0 por el Torneo Apertura 2015.

### Deportes Tolima
Desde el año 2016 es jugador del equipo vinotinto y oro en donde ha logrado ser campeón del torneo Apertura 2018, Apertura 2021 y la Superliga de Colombia 2022. Es un jugador destacado por sus características multifuncionales dentro del campo ya que también aporta mucho en el ataque de su equipo.

### Atlético Nacional
A finales de diciembre de 2022 se confirmó su fichaje al Atlético Nacional en canje por Yeison Guzmán, quien en su reemplazo llegó al  Deportes Tolima.

### Millonarios
El 10 de julio de 2024 es confirmado como nuevo jugador de Millonarios. Llega como jugador libre con contrato por un año con opción de compra de sus derechos deportivos.

## Clubes
| Club                 | País     | Año           |
| -------------------- | -------- | ------------- |
| Envigado Fútbol Club | Colombia | 2013-2016     |
| Deportes Tolima      | Colombia | 2016-2022     |
| Atlético Nacional    | Colombia | 2023-2024     |
| Millonarios          | Colombia | 2024-presente |

## Estadísticas
| Club                         | Div.          | Temporada     | Liga  | Liga  | Liga   | Copas | Copas | Copas  | Internacionales | Internacionales | Internacionales | Total | Total | Total  | Media Goleadora |
| Club                         | Div.          | Temporada     | Part. | Goles | Asist. | Part. | Goles | Asist. | Part.           | Goles           | Asist.          | Part. | Goles | Asist. | Media Goleadora |
| ---------------------------- | ------------- | ------------- | ----- | ----- | ------ | ----- | ----- | ------ | --------------- | --------------- | --------------- | ----- | ----- | ------ | --------------- |
| Envigado FC · Colombia       | 1.a           | 2013          | 5     | 0     | 0      | 8     | 0     | 0      | —               | —               | —               | 13    | 0     | 0      | 0               |
| Envigado FC · Colombia       | 1.a           | 2014          | 0     | 0     | 0      | 6     | 0     | 0      | —               | —               | —               | 6     | 0     | 0      | 0               |
| Envigado FC · Colombia       | 1.a           | 2015          | 19    | 1     | 0      | 6     | 0     | 0      | —               | —               | —               | 25    | 1     | 0      | 0.04            |
| Envigado FC · Colombia       | 1.a           | 2016          | 18    | 1     | 0      | 1     | 0     | 0      | —               | —               | —               | 20    | 1     | 0      | 0.05            |
| Envigado FC · Colombia       | Total club    | Total club    | 42    | 2     | 0      | 21    | 0     | 0      | 0               | 0               | 0               | 63    | 2     | 0      | 0.03            |
| Deportes Tolima · Colombia   | 1.a           | 2016          | 21    | 1     | 0      | 6     | 0     | 0      | 2               | 0               | 0               | 29    | 1     | 0      | 0.03            |
| Deportes Tolima · Colombia   | 1.a           | 2017          | 24    | 1     | 4      | 1     | 0     | 0      | 1               | 0               | 0               | 26    | 1     | 0      | 0.03            |
| Deportes Tolima · Colombia   | 1.a           | 2018          | 15    | 0     | 1      | 0     | 0     | 0      | —               | —               | —               | 15    | 0     | 1      | 0               |
| Deportes Tolima · Colombia   | 1.a           | 2019          | 34    | 5     | 1      | 4     | 0     | 0      | 6               | 0               | 0               | 44    | 5     | 1      | 0.11            |
| Deportes Tolima · Colombia   | 1.a           | 2020          | 11    | 2     | 0      | 3     | 0     | 0      | 2               | 0               | 0               | 16    | 2     | 0      | 0.12            |
| Deportes Tolima · Colombia   | 1.a           | 2021          | 39    | 10    | 2      | 3     | 0     | 0      | 6               | 3               | 0               | 48    | 13    | 2      | 0.29            |
| Deportes Tolima · Colombia   | 1.a           | 2022          | 6     | 1     | 0      | 0     | 0     | 0      | 0               | 0               | 0               | 6     | 1     | 0      | 0.16            |
| Deportes Tolima · Colombia   | Total club    | Total club    | 149   | 17    | 4      | 17    | 0     | 0      | 19              | 3               | 0               | 181   | 20    | 4      | 0.11            |
| Atlético Nacional · Colombia | 1.a           | 2023          | 20    | 0     | 1      | 7     | 0     | 0      | 3               | 0               | 0               | 30    | 0     | 0      | 0               |
| Atlético Nacional · Colombia | 1.a           | 2024          | 6     | 0     | 0      | 0     | 0     | 0      | 1               | 0               | 0               | 7     | 0     | 0      | 0               |
| Atlético Nacional · Colombia | Total club    | Total club    | 26    | 0     | 1      | 7     | 0     | 0      | 4               | 0               | 0               | 37    | 0     | 0      | 0               |
| Total carrera                | Total carrera | Total carrera | 217   | 21    | 5      | 45    | 1     | 0      | 23              | 3               | 0               | 281   | 24    | 4      | 0.09            |

## Palmarés

### Títulos nacionales
| Título                | Club              | País     | Año  |
| --------------------- | ----------------- | -------- | ---- |
| Torneo Apertura       | Deportes Tolima   | Colombia | 2018 |
| Torneo Apertura       | Deportes Tolima   | Colombia | 2021 |
| Superliga de Colombia | Deportes Tolima   | Colombia | 2022 |
| Superliga de Colombia | Atlético Nacional | Colombia | 2023 |
| Copa Colombia         | Atlético Nacional | Colombia | 2023 |